# Вулька-Стара-Кіянська
Вулька-Стара-Кіянська (пол. Wólka Stara Kijańska) — село в Польщі, у гміні Острів-Любельський Любартівського повіту Люблінського воєводства.
Населення — 259 осіб (2011).

## Демографія
Демографічна структура станом на 31 березня 2011 року:
|          | Загалом | Допрацездатний вік | Працездатний вік | Постпрацездатний вік |
| -------- | ------- | ------------------ | ---------------- | -------------------- |
| Чоловіки | 140     | 31                 | 93               | 16                   |
| Жінки    | 119     | 19                 | 60               | 40                   |
| Разом    | 259     | 50                 | 153              | 56                   |